# Famitsu
Famitsu is een serie Japanse tijdschriften over computerspellen. Het blad wordt zowel wekelijks als maandelijks uitgegeven, en is ook beschikbaar als website.

## Geschiedenis
Famitsu werd in 1986 opgericht als Famicom Tsūshin. In latere jaren is dit samengevoegd tot Famitsu. De eerste editie verscheen op 6 juni 1986. Van de 700.000 gedrukte exemplaren werden er slechts 200.000 verkocht. Men besloot om zich op meerdere spelplatforms te richten en de inhoud geleidelijk te verhogen. Het blad verscheen drie keer per maand in plaats van semi-maandelijks. Vanaf juli 1991 werd het tijdschrift hernoemd naar Shūkan Famicom Tsūshin en het verscheen wekelijks, de maandelijkse editie verscheen als Gekkan Famicom Tsūshin.
Uitgever ASCII deed in 2000 het tijdschrift van de hand. Het werd verkocht aan Enterbrain. Vanaf 2013 werd het eigendom van Kadokawa, en in 2017 van Gzbrain.

## Score
Computerspellen krijgen in recensies een score van 0 tot en met 10 in vier categorieën. Hiermee kan een spel een maximum score krijgen van 40 punten.
Spellen die de maximale score hebben ontvangen zijn vier spellen in The Legend of Zelda-reeks, drie titels in de Metal Gear-reeks, twee titels in de Final Fantasy-reeks en Dragon Quest XI.
Niet-Japanse speltitels met een maximale score zijn The Elder Scrolls V: Skyrim en Grand Theft Auto V.